# حوزه انتخابیه بندرماهشهر، امیدیه، هندیجان و بخش جولکی
حوزهٔ انتخاباتی بندر ماهشهر، امیدیه، هندیجان و جولکی یکی از حوزه‌های استان خوزستان برای انتخابات مجلس شورای اسلامی است. این حوزه به مرکزیت ماهشهر ۱ نماینده دارد.
| فهرست نمایندگان مجلس شورای اسلامی این حوزه |                         |                 |                 |                |
| ردیف                                       | نام                     | زاده            | دوره            | رهبر           |
| ۱                                          | محمدزیدبهبهانی          | ۱۳۰۸ بندرماهشهر | یکم             | روح‌الله خمینی  |
| ۲                                          | غلامرضارحیمی حاجی آبادی | ۱۳۲۳ نجف آباد   | یکم (میان دوره) | روح‌الله خمینی  |
| ۳                                          | جمشید مزارعی            | ۱۳۳۲ اهواز      | دوم             | روح‌الله خمینی  |
| ۳                                          | جمشید مزارعی            | ۱۳۳۲ اهواز      | دوم             | سیدعلی خامنه‌ای |
| ۴                                          | غلامرضارحیمی حاجی آبادی | ۱۳۲۳ نجف آباد   | دوم (میان دوره) |                |
| ۵                                          | عبدالعظیم خزائی         | ۱۳۳۱ بندرماهشهر | سوم             |                |
| ۶                                          | کمال دانشیار\|          | ۱۳۳۵ امیدیه     | چهارم           |                |
| ۷                                          | کمال دانشیار            | ۱۳۳۵ امیدیه     | پنجم            |                |
| ۸                                          | پیمان عاشوری بندری      | ۱۳۴۶ بندرماهشهر | ششم             |                |
| ۹                                          | کمال دانشیار            | ۱۳۳۵ امیدیه     | هفتم            |                |
| ۱۰                                         | خلیل حیات مقدم          | ۱۳۴۱ هندیجان    | هشتم            |                |
| ۱۱                                         | حبیب آقاجری             | ۱۳۳۲ بندرماهشهر | نهم             |                |
| ۱۲                                         | علی گلمرادی             | ۱۳۴۹ دره شهر    | دهم             |                |
| ۱۳                                         | حبیب آقاجری             | ۱۳۳۲ بندرماهشهر | یازدهم          |                |

## پی‌نوشت و منبع
- «جدول حوزه‌های انتخابیه در انتخابات نهمین دورهٔ مجلس شورای اسلامی» (PDF). مرکز پژوهش و سنجش افکار صدا و سیما. بایگانی‌شده از اصلی (PDF) در ۵ اكتبر ۲۰۱۸. دریافت‌شده در ۲۱ مارس ۲۰۱۶. تاریخ وارد شده در |archive-date= را بررسی کنید (کمک)
- «جدول ۲۰۷ حوزهٔ انتخابیهٔ مجلس دهم». وزارت کشور. بایگانی‌شده از اصلی در ۲۳ مارس ۲۰۱۶. دریافت‌شده در ۲۷ مارس ۲۰۱۶.